# Frihedsfonden
Frihedsfonden oprettedes 31. maj 1945 som selvejende institution. Formålet var at mindes frihedskampen under den tyske besættelse og yde støtte til de frihedskæmpere, der havde taget skade under besættelsen, og deres familier. Fra 1970 blev fondens økonomiske støtte til skadelidte modstandsfolk suppleret af statsmidler.
Midler fra fonden var bl.a. medvirkende til at muliggøre oprettelsen af 4. Maj Kollegierne. Fonden blev nedlagt 1. juli 1995, og nogle af dens opgaver varetoges derefter af Arbejdsskadestyrelsen.

## Formænd for Frihedsfonden
- 1945-1946: Per Federspiel
- 1946-1970: P.M. Daell
- 1970-1975:
- 1975-1988: Jørgen Kieler
- 1988-1995: